# GBU-39小直徑炸彈

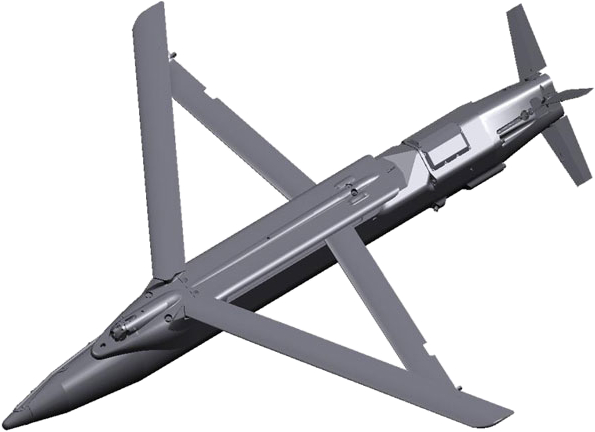

GBU-39小直徑炸彈（Small Diameter Bomb，SDB）是一種250磅（110公斤）重的導引炸彈，由於這種炸彈體積小和重量輕，所以每架戰機可攜帶更多的炸彈，攻擊更多目標。大多數美國空軍戰機可以使用BRU-61/A掛架掛載一組4枚的小直徑炸彈，取代原來可掛載的1枚Mk84 2,000磅低阻力通用炸彈。

## 發展過程
兩種不同型態的小直徑炸彈正在發展中。GBU-39裝備有全球衛星定位系統（Global Positioning System，GPS）和慣性導航系統（Inertial Navigation System，INS），以摧毀如指揮控制通信中心、防空飛彈基地、油庫、機場、基礎工事等固定目標，大約涵蓋了典型空襲行動中80％的目標。GBU-53/B裝有紅外線尋標器和資料鏈，以攻擊地面及水面上的活動目標，如戰車、軍車或船艦等。
藉助差分全球定位系統（Differential GPS，DGPS）地面控制站提供修正後的衛星訊號，GBU-39的圆概率误差（Circular Error Probable, CEP）僅約5～8公尺，可有效降低附帶損害（collateral damage）的產生。
由於體積小重量輕，每架戰機將能攜帶更多的炸彈，每個飛行架次中攻擊多個目標。現役戰機中首先具備攜帶小直徑炸彈能力的是F-15E打擊鷹（Strike Eagle）式，將能夠攜帶20枚；未來將逐步整合到F-16戰隼（Fighting Falcon）式、F-22猛禽（Raptor）式、F-35閃電Ⅱ（Lightning Ⅱ）式、A-10雷霆Ⅱ（Thunderbolt Ⅱ）式、B-1槍騎兵（Lancer）式、B-2幽靈（Spirit）式以及B-52同溫層堡壘（Stratofortress）式。其他飛機，例如發展中的聯合無人戰機系統（J-UCAS），在經過必要的修改後也能攜帶和投擲。
小直徑炸彈僅內含約50磅（23公斤）的高爆炸藥，這是因為小直徑炸彈的設計穿透能力與2,000磅BLU-109硬化穿透炸弹相當。在展示時，小直徑炸彈成功的穿透6呎（1.8公尺）厚的強化混凝土。它也藉由安裝響尾蛇（DiamondBack）套件來延伸投擲後的飛行距離，以獲得更長的有效射程。

## GBU-39/B性能
- 全長：70.8吋（1.8公尺）
- 翼展：7.5吋（19公分）
- 武器重量：285磅（130公斤）
- 彈頭：206磅（93公斤）穿透性爆破碎片彈頭
- 彈頭穿透能力：
  - 6呎厚的強化混凝土結構物
  - 超過3呎（1公尺）厚的鋼筋混凝土結構物
- 引信：FMU-152A/B電子式聯合可程式化引信（Joint Programmable Fuse），包括空炸和延遲模式
- 導引：全球衛星定位系統（Global Positioning System，GPS）／慣性導航系統（Inertial navigation system，INS）
- 圓形公算誤差（Circular Error Probable，CEP）：5～8 公尺
- 最大投擲距離：超過60海浬（110 公里）

## 單位成本
2005年4月22日，美國空軍宣佈GBU-39/B小直徑炸彈開始低速率初期生產（Low-Rate Initial Production，LRIP），以1,850萬美元購買201枚Lot 1型和35具BRU-61A掛架，已於2006年12月開始交貨。
同年10月31日，美國空軍以3,830萬美元購買567枚Lot 2型和440具掛架，預定在2007年9月底前全部交貨完畢。
依據2007會計年度美國國防預算資料顯示，Block 1型單價約70,000美元，Block 2型則在90,000美元上下。

## 集中致命性炸彈（Focused Lethality Munitions，FLM）
2006年9月，波音公司與美國空軍簽訂合約，發展一種旨在減輕攻擊目標時產生的附帶傷害之無破片型小直徑炸彈。主要作法是在小直徑炸彈內裝入新的重度鈍性金屬高爆炸藥（Dense Inert Metal Explosive），並將原使用的鋼製彈頭（爆炸後可產生飛射600公尺遠的破片）外殼改以複合材料製造。重度鈍性金屬高爆炸藥產生的爆炸風壓較小，複合材料外殼在爆炸後會破裂成威力較小的小碎片，不會如鋼製破片四處亂飛傷及無辜，而爆破複合材料外殼耗費的能量較少，爆炸的威力更能集中於有限的爆炸範圍內，特別適用於城鎮或建築物高度密集的地區。

## 計畫狀態
- 2001年10月 － 波音公司獲得小直徑炸彈研發合約[3]。
- 2005年9月 － 小直徑炸彈通過操作測試及評估[4]。
- 2006年9月 － 向美國空軍運交第一批小直徑炸彈[5]。
- 2006年10月 － 小直徑炸彈取得初始操作能力（Initial Operational Capability, IOC）認證，掛載的戰機是F-15E打擊鷹式戰鬥轟炸機[6]。
- 2006年10月 － 第一次運用於實戰[7]。

## 外部連結
- GBU-39 Small Diameter Bomb / Small Smart Bomb - Global Security（页面存档备份，存于）
- Small Diameter Bomb SDB Focused Lethality Munition (FLM) - Global Security（页面存档备份，存于）
- GBU-39/40/42/B Small Diameter Bomb I/II（页面存档备份，存于）